# Municipalità di Gori
La municipalità di Gori (in georgiano გორის მუნიციპალიტეტი?) è una municipalità georgiana di Shida Kartli.
Nel censimento del 2002 la popolazione si attestava a 148.686 abitanti. Nel 2014 il numero risultava essere 125.692.
La città di Gori è il centro amministrativo della municipalità, la quale si estende su un'area di 1.352 km².
Dopo la dissoluzione dell'oblast' autonomo dell'Ossezia del Sud, la municipalità di Gori incluse il territorio dell'ex distretto di Tskhinvali. Alcune aree settentrionali della municipalità fanno parte dell'autoproclamata repubblica dell'Ossezia del Sud e per tale ragione sono sottratte al controllo del governo georgiano dal 1992.

## Popolazione
Dal censimento del 2014 la municipalità risultava costituita da:
- Georgiani, 96,43%
- Osseti, 1,38%
- Armeni, 1,05%
- Azeri, 0,42%
- Russi, 0,35%

## Luoghi d'interesse
- Gori
- Ateni
- Nikozi
- Uplistsikhe